# Спор вокруг названия «Вашингтон Редскинз»

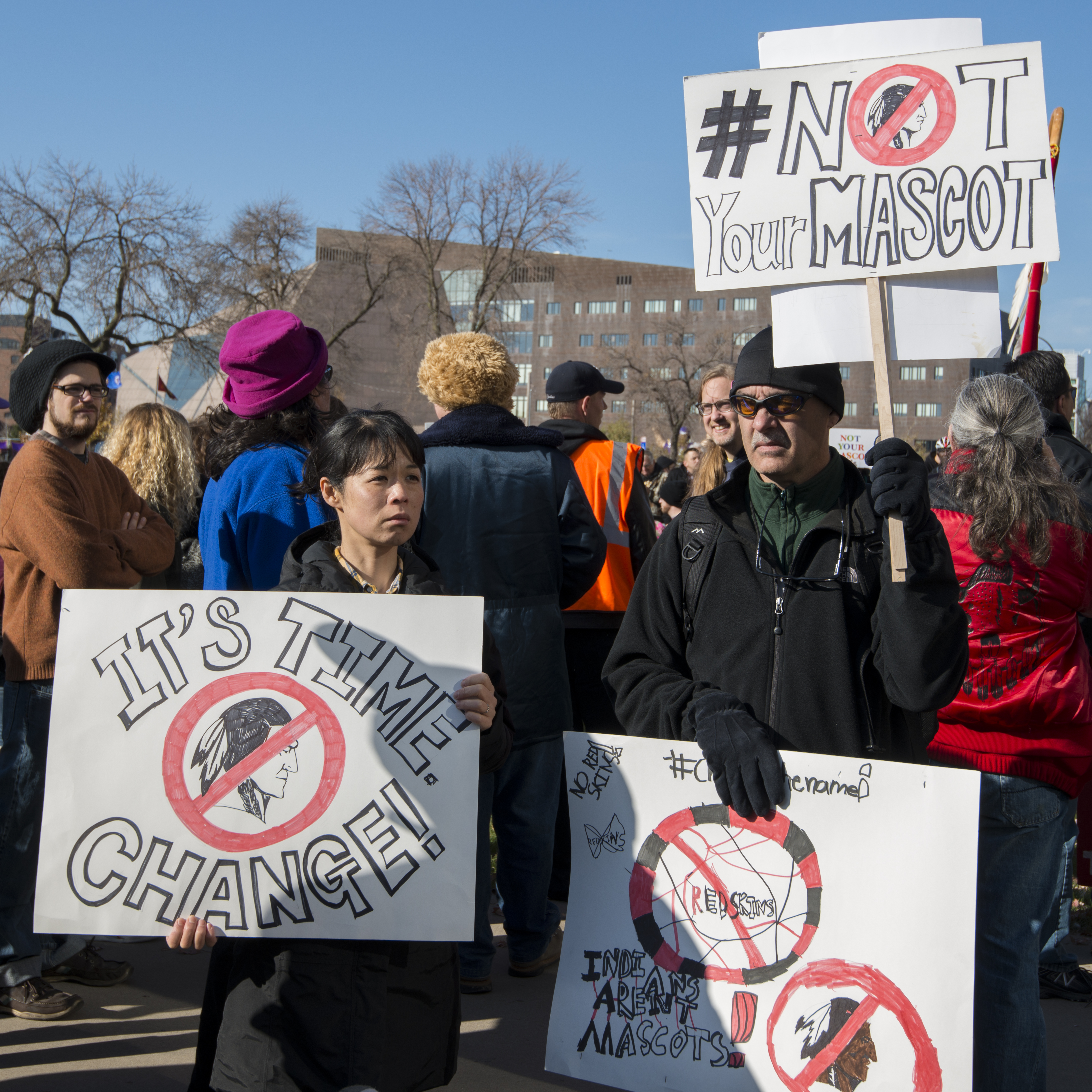
Демонстрация против использования названия и логотипа «Редскинз» на выездной игре в Миннеаполисе в ноябре 2014 года.

Спор вокруг названия «Вашингтон Редскинз» продлился до конца 2020 года и касался названия и логотипа расположенной в Вашингтонской агломерации франшизы Национальной футбольной лиги, сейчас известной как «Вашингтон Коммандерс». С 1960-х годов группы коренных американцев начали ставить под сомнение использование имени и образа «Редскинз», в 1990-х годах тема стала привлекать широкое внимание общественности. В июле 2020 года после волны национальных протестов после убийства Джорджа Флойда, основные спонсоры лиги и команды пригрозили прекратить поддерживать их до тех пор, пока название не будет изменено. В результате команда приняла решение отказаться от своего названия и логотипа, до принятия более постоянного названия играя как «Вашингтон Футбол Тим» в сезонах 2020 и 2021.
Среди коренных американцев, требовавших изменения названия, были племенные нации, национальные племенные организации (крупнейшим из них был Национальный конгресс американских индейцев с 1,2 млн участниками по состоянию на 2013 год), организации гражданских прав и отдельные лица. Вашингтонская команда была лишь одним из примеров масштабных споров об использующих образ коренных американцев маскотах, но она привлекла большее внимания общественности из-за расположения в столице страны (хотя штаб-квартира команды находится в вирджинском Эшберне, а домашний стадион FedExField — в мэрилендском Лэндовере) и подразумевания современными словарями слова «краснокожий» как уничижительное или оскорбительное. Разногласия по поводу названия стали причиной отъезда команды из Вашингтона в 1997 году и были препятствием в обсуждении местоположения нового стадиона.
В поддержку сохранения названия «Редскинз» выступали владельцы команды, руководство и комиссар НФЛ и большинство фанатов, в том числе некоторые коренные американцы. Сторонники заявили, что название отдает дань уважения достижениям и достоинствам коренных американцев и не имеет негативного смысла. Некоторые, вроде бывший президент команды Брюса Аллена, также указывали на использование названия «Редскинз» тремя школьными командами, две из которых расположены в резервациях, большинство населения которых составляют индейцы. На основании общенационального опроса, проведенного Центром общественной политики Анненберга в 2004 году, сторонники сохранения названия команды утверждали, что большинство коренных американцев не были оскорблены этим именем. В опубликованном вскоре после этого опроса совместном комментарии пятнадцать учёных из числа коренных американцев выступили с критическим анализом, обвиняя исследование в ряде недостатков, лишающих его права быть мерилом мнения коренных американцев. В мае 2016 года газета The Washington Post опубликовала опрос с аналогичным главным вопросом из исследования 2004 года, полученный результат был идентичен анненберговским данным. Исследование Калифорнийского университета в Беркли 2019 года показало, что название «Редскинз» посчитало оскорбительным 49 % коренных американцев, составляющих 67 % от регулярно участвующих в местной или племенной культуре.

## История
В 1933 году делившая название и игровую площадку с бейсбольной командой «Бостон Брэйвз» футбольная команда, переехала в Фенуэй-Парк, который уже являлся домом для Boston Red Sox. Совладелец команды Джордж Престон Маршал поменял её название на «Редскинз» (рус. Краснокожие) скорее всего с целью избежать путаницы и сохранить образ команды коренных американцев, чем почтить честь тренера Уильяма Генри «Одинокая звезда» Дитца, чьи индейские корни являются темой дебатов. Логотип прежних «Брэйвз» был очень похож на логотип «Редскинз» — голова коренного американца в профиль с косами и перьями на конце. В 1972 году бывший председатель племени черноногих и бывший президент Национального конгресса американских индейцев Уолтер Ветцель представил новый логотип, основанный на никеля Буффало. Члены племени черноногих выражают широкий спектр мнений по отношению к команде: от поддержки и безразличия до основанного на личном опыте решительного противодействия использованию имени «Краснокожие».
Сторонники изменения названия команды заявляли, что стереотипы коренных американцев следует понимать в контексте истории, которая включает завоевание, принудительное переселение и организованные усилия федерального правительства и правительства штатов по искоренению коренных культур, вроде существования специализированных школ-интернатов конца XIX и начала XX веков. Согласно профессорам университета Миннесоты по исследованию коренных американцев Картеру Меланду и Дэвиду Уилкинсу, «с тех пор, как первые европейцы высадились на суше в Северной Америке, коренные народы страдали от множества стереотипов, заблуждений и карикатур. Их изображали как благородных дикарей, подлых дикарей, защитников окружающей среды со слезливыми глазами или, совсем недавно, просто как богатеющих на казино. Коренные народы обнаруживают, что их усилияотноситься с определённой долей уважения и целостности подрывают образы, которые превращают сложный племенной, исторический и личный опыт в одномерные представления, которые больше говорят нам об изображающих, чем о изображенных.»

### Истоки и значение слова «краснокожий»

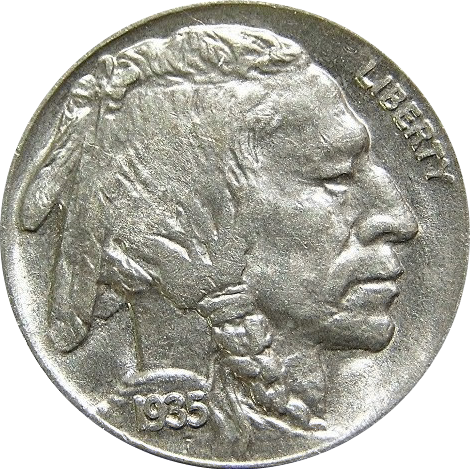
Лицевая сторона никеля Буффало, с изображением индейца.

Историческим контекстом возникновения в Америке основанной на цвете кожи расовой идентичности было создание колоний, в которых развивалась зависящая от рабского труда плантационная экономика. До колонизации многие европейцы считали себя христианами, а не белыми. Как отмечала Нэнси Shoemaker, «В начале восемнадцатого века индейцы и европейцы редко упоминали цвет кожи друг друга. К середине века замечания о цвете кожи и категоризация народов с помощью простых цветовых меток (красный, белый, чёрный) стали обычным явлением.»
Документы колониального периода указывают на то, что использование слова «красный» в качестве идентификатора коренными американцами для самих себя возникло в контексте индейско-европейской дипломатии на юго-востоке Северной Америки, прежде чем впоследствии было принято европейцами и стало общим ярлыком для все коренные американцы..:627–8 Лингвистические данные указывают на то, что, хотя некоторые племена основываясь на истории своего происхождения могли использовать красный цвет для обозначения себя в доколумбовую эпоху,:634 общее использование этого термина было ответом на встречу с людьми, которые называли себя «белыми», а своих рабов «черными».:629 Выбор красного, а не других цветов, возможно, был обусловлен культурными ассоциациями, а не цветом кожи.:632
В споре о значении слова «краснокожий» сторонники команды часто цитируют статью старшего лингвиста и почетного куратора Смитсоновского института Айвса Годдарда, который утверждает, что этот термин был прямым переводом слов, используемых коренными американцами для обозначения самих себя и в своем первоначальном значении имел неопасное значение. В интервью Годдард признает, что невозможно проверить, правильно ли были переведены индейские слова. Преподаватель истории в Университете Ковентри Даррен Р. Рид считает, что европейские писатели приписывали коренных американцам их обычаи. По её мнению логотип команды вместе с названием работает для укрепления нереалистичного стереотипа: «Неиндейцы должны определять идеализированный образ того, какими они представляют коренных американцев». «Позитивные» стереотипы позволяют фанатам и сторонникам честно заявлять, что они чтят коренных американцев, но это «навязывает им ваше представление о том, что такое почитать этих людей, и это, по сути, неуважительно». Социолог Джеймс В. Фенелон делает более четкое заявление о том, что статья Годдарда — плохая научная работа, учитывая, что вывод о происхождении и употреблении туземцами «полностью безобидных» слов не связано с социально-историческими реалиями враждебности и расизма, из которых она возникла.

Логотип «Вашингтон Редскинз» (1972—2019)

Сторонники изменения названия подчеркивают текущие значения слова в словарях американского английского, которые включают термины «обычно оскорбительный», «пренебрежительный», «оскорбительный» и «табу». Такие значения согласуются с употреблением, которое встречается в книгах периода между 1875 и 1930 годами, которые после этого изучил Годдард. Доцент лингвистики Колумбийского университета Джон Макуортер сравнивает ставшее оскорбительным слово «краснокожий» с другими расовыми терминами, вроде «восточного» (англ. oriental), приобрёдшими подразумеваемые значения, связанные с неуважением.
Противоречивое этимологическое утверждение состоит в том, что сам термин возник из практики выплаты награды за индейцев, и что «краснокожий» относится к окровавленной коже головы коренных американцев. Хотя официальные документы не используют это слово таким образом, можно сделать историческую связь между использованием «красной кожи» и выплатой наград. В 1863 году газета «Daily Republican» из Вайноны, штат Миннесота, опубликовала объявление: «Государственная награда за мертвых индейцев была увеличена до 200 долларов за каждого краснокожего, отправленного в Чистилище. Эта сумма больше, чем того достойны мёртвые тела всех индейцев востоку от Ред-Ривер». В опубликованных 9 октября 1885 года газетой «Atchison Daily Champion» в Атчисоне, штат Канзас новостях говорится об «охотящихся за краснокожими с целью получения их скальпов» стоимостью 250 долларов поселенцах. Для социолога Ричарда Кинга отсутствие прямых доказательств не означает, что современные коренные народы ошибаются, проводя связь между подчеркивающим основанную на цвете кожи идентичность термином и историей, которая превратила части тела коренных американцев в товар.

#### Суды вокруг торговой марки
Юридическому лицу команды Pro-Football, Inc. приходилось дважды в юридическом порядке защищать регистрацию принадлежащего клубу товарного знака «краснокожий». Проблема была основана на положении Акта Лэнхэма, который запрещал регистрацию любого знака, который «может унижать людей, институты, верования или национальные символы или вызывать их неуважение или дурную репутацию». В 1992 году обращение Сюзан Шоун Харджо и шести других лидеров коренных американцев привело к отмене федеральной регистрации знаков «Редскинз» Советом по рассмотрению и апелляции товарных знаков (Trademark Trial and Appeal Board, TTAB); но в 2005 году окружной суд США округа Колумбия отменил это решение на основании недостаточных доказательств оскорбления. Последующие апелляции также были отклонены на том основании исковой давности, что заявители из числа коренных американцев безвременно реализовали свои права.
Второе дело было подано более молодым истцам во главе с Амандой Блэкхорс, не пострадавшими под исковую давность. Лингвистический эксперт истцов Джеффри Нанберг на отрывках из книг и газет, а также в видеороликах успешно доказал, что независимо от происхождения, во время регистрации товарным знаком слово «краснокожие» неизбежно присутствует с презрением, насмешкой, снисхождением или сентиментальными песнопениями в адрес благородного дикаря. Слово «ниггер» также начинало использоваться как мягкое упоминание о цвете кожи, но из-за пренебрежительного обращения превратилось в расовое оскорбление. 18 июня 2014 года TTAB в соотношении два к одному снова проголосовало за отмену товарных знаков, в своём решении упомянув, что термин «краснокожие» пренебрегает «значительным числом коренных американцев». Доказательствами пренебрежения в том числе были часто делавшиеся спортивными обозревателями на протяжении шестидесяти лет упоминания «скальпирования» при сообщении о проигрыше команды с восточного побережья, а также отрывки из снятых с 1940-х по 1960-е годы фильмов, использовавших слова «краснокожий» для обозначения коренных американцев как свирепого врага. Решением также считалось, что представлявшее около 30 % коренных американцев в течение рассматриваемого периода NCAI удовлетворяет основному составному критерию закона о товарных знаках.
В декабре 2015 года Федеральный окружной апелляционный суд отменил запрет на оскорбление в законе о товарных знаках в деле (Matal v. Tam), связанном с отказом в регистрации товарного знака азиатско-американской группе The Slants. По мнению большинства, в частности, «несмотря на наше личное отношение по поводу рассматриваемого здесь знака или других уничижительных знаков, первая поправка запрещает государственным регулирующим органам отказывать в регистрации, потому что они считают, что речь может оскорбить других» 9 июня 2017 года Верховный суд единогласно вынес решение в пользу Тэма, заявив: «Оговорка о пренебрежении нарушает положение о свободе слова первой поправки. Вопреки утверждению правительства, товарные знаки являются частными, а не правительственными выступлениями». 29 июня 2017 года заявители из числа коренных американцев и Министерство юстиции отказались от дальнейшего судебного разбирательства, поскольку Верховный суд вынес решение по этому юридическому вопросу. В то время как владелец команды Дэниел Снайдер посчитал решение суда победой для команды, исполнительный директор NCAI отметил, что название остается нецензурным, и предоставляемое решением суда защита первой поправкой не меняет никаких аргументов против его дальнейшего использования.

#### Использование коренными американцами
Сторонники названия "Редскинз"отмечают, что три школы в населённых преимущественно индейцами локациях используют это название для своих спортивных команд. Однако в 2013 году директор одной из них — средней школы Ред Месса в Тик-Нос-Посе, сказал, что следует избегать использования этого слова за пределами общин американских индейцев, поскольку это может увековечить «наследие негатива, созданное этим термином». Расположенный на аризонских землях нации навахо город Тик-Нос-Пос на 96,5 % населён коренными американцами, в городе на землях резервации народа спокан в штате Вашингтон Уэллпинит данный показатель составляет 79,3 %, в высшей школе в оклахомском Кингстонее среди учеников 57,69 % индейцев. В 2014 году средняя школа Уэллпинита проголосовала за сохранение названия спортивной команды «Редскинз».
Писатель и адвокат из числа коренных американцев Гьяси Росс сравнивает использование индейцами вариаций слова «краснокожий» с использованием афроамериканцами вариаций слова «ниггер»; в частности, первые называют друг друга «skins» по аналогии с «nigga». Росс утверждает, что использование терминов некоторыми членами меньшинств не означает, что те же самые могут использоваться посторонними; это обычно признается белыми людьми в отношении излагаемых чернокожими слов, однако белые не стесняются говорить, как туземцы должны относиться к «краснокожим». Росс также отмечает, что среди туземцев нет консенсуса в отношении возражений против использования этого имени вашингтонской командой и важности этого вопроса по сравнению с более насущными проблемами. Однако в ответ на аргумент о том, что коренные американцы должны сосредоточиться на социальных проблемах, не ограничивающихся названием команды, Росс заявил, что «коренных жителей не следует заставлять выбирать между жизнью и расовой дискриминацией. Это ложные бинарные элементы».

## Полемика
В феврале 2013 года симпозиум по этой теме был проведен в Смитсоновском Национальном музее американских индейцев в Вашингтоне, округ Колумбия. Впоследствии индейская нация онейда из Нью-Йорка спонсировала серию радиорекламы в каждом городе, чтобы она совпала с играми сезона 2013 года. Более широкий круг людей высказался за изменения или открытое обсуждение, в том числе руководители местных органов власти, члены Конгресса и президент Барак Обама. Заявления в поддержку изменения названия академическими, правозащитными и религиозными организациями были добавлены к заявлениям, которые индейские группы делали на протяжении десятилетий..
Во время подымания в 2017 году темы расовых проблем в профессиональном спорте через поступки отдельных игроков до массовых протестов во время исполнения государственного гимна, к удивлению некоторых комментаторов не было предпринято ни одного действия для устранения стереотипов в отношении коренных американцев, включая решение «Вашингтон Редскинз» провести игру в День Благодарения.
В начале протестов 2020 года, когда команда 2 июня участвовала в «Blackout Tuesday», конгрессвумен от Нью-Йорка Александрия Лкасио-Кортес заявила: «Хотите действительно отстаивать расовую справедливость? Измените свое имя». Мэр округа Колумбия Мюриел Баузер связала свою позицию в поддержку смены названия тем, что нынешнее название команды является препятствием для возвращения команды на стадион в округе Колумбия. Статуя основателя команды Джорджа Престона Маршалла была удалена с территории RFK Stadium после того, как на неё была нанесена краска с надписью «Сменить название». Руководство стадиона заявило, что статуя не вернётся и что её надо было давно убрать. На следующей неделе команда удалила упоминание о Маршалле с других своих зданий и веб-сайта команды.
В июле 2020 года, когда в ходе протестов Джорджа Флойда были удалены многие имена и изображения, группа инвесторов с общим состоянием в 620 млрд долл. написала письма основным спонсорам команды в лице Nike, FedEx and PepsiCo, призывая «Вашингтон Редскинз» сменить имя. 2 июля 2020 года FedEx призвала команду сменить название, в тот же день Nike удалила одежду «Редскинз» со своего сайта. 3 июля лига и франшиза объявили, что «проводят тщательную проверку названия команды». 7 июля было признано, что «Редскинз» не контактировали с группой коренных американцев. подававших прошение в НФЛ с требованием изменить название. Главный тренер Рон Ривера заявил, что команда хочет и дальше «уважать и поддерживать коренных американцев и наших военных».

### Научные исследования
Этот вопрос часто обсуждается в средствах массовой информации с точки зрения оскорбления или политической корректности, что сводит его к чувствам и мнениям и препятствует полному пониманию исторического, психологического и социологического контекста, предоставленного академическими исследованиями негативных последствий использования спортивными командами имён и изображений индейцев. Хорошо известно влияние стереотипов на высокие или низкие ожидания, уверенность в себе и академическую успеваемость. Этот эффект усиливается из-за того, что коренные американцы невидимы в американском обществе и средствах массовой информации, оставляя стереотипы в качестве основной основы для размышлений о связанных с ними способностях и чертах, включая роли и возможности, которые коренные американцы видят для себя. Более того, даже когда стереотипы положительны (например, «коренные американцы духовны»), они могут иметь ограничивающее и пагубное воздействие на людей. Стереотипы могут напрямую влиять на успеваемость и самооценку молодежи коренных американцев, чьи люди сталкиваются с высоким уровнем самоубийств, безработицы и бедности. Сталкивающиеся с маскотами американцы европейского происхождения могут с большей вероятностью поверить не только в то, что такие стереотипы верны, но и в то, что у коренных американцев нет идентичности за пределами этих стереотипов. Исследования показывают «эффект распространения» — что воздействие любых стереотипов увеличивало вероятность стереотипного мышления в отношении других групп меньшинств в дополнение к цели стереотипа.

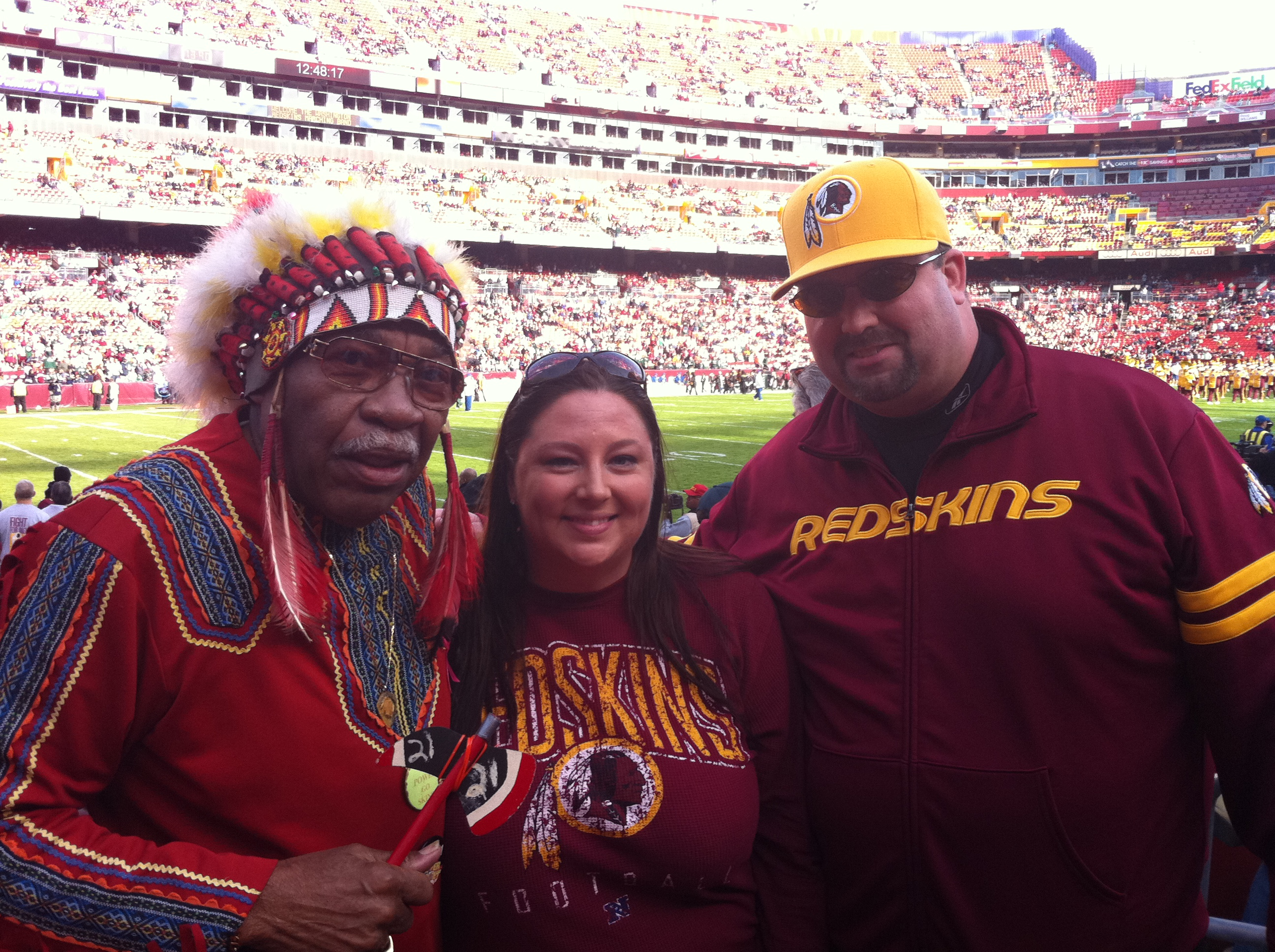
Вождь Зи вместе с другими болельщиками «Вашингтон Редскинз».

Коренные американцы, выступающие против талисманов, указывают на чрезмерное упрощение их культуры «изображающими индейцев» фанатами, не понимающими более глубокого значения перьев, раскраски лица, песнопений и танцев. Почётный директор Центра изучения спорта в обществе Северо-Восточного университета Ричард Лапчик писал: «Можете ли вы представить, как во время игры люди издеваются над афроамериканцами за их чёрные лица? И всё же пойдите на игру, где есть команда с индийским именем, и вы увидите фанатов с боевой раскраской на лицах. Разве это не эквивалент чёрному лицу?» Неофициальным талисманом команды «Вашингтон Редскинз» был чернокожий Зема Уильямс (Вождь Зи), который посещал её игры с 1878 по 2016 год одетым в красный искусственный «индейский» костюм, дополненный боевым капюшоном с перьями и резиновым томагавком. Другие фанаты одеваются в похожие костюмы во время посещения игр любимого клуба.
В резюмирующем исследование «Реальное влияние туземных маскотов и названий команд на молодежь американских индейцев и коренных жителей Аляски» отчете Центром американского прогресса утверждается, что общественные дебаты упускают из виду суть, поскольку отдельные мнения и точка зрения каждой из сторон не имеет значения, учитывая измеримые последствия для психического здоровья молодых индейцев, подвергающихся таким искажениям своей этнической идентичности, и часто враждебное или оскорбительное поведение некоренных жителей во время игр команд с такими именами и талисманами. Клинический психолог Майкл Фридман пишет, что использование образов коренных народов, в частности, использование определённых словарями оскорбительных слов, является формой запугивания, негативное воздействие которого усиливается официальным санкционированием.
Большинство ученых утверждают, что использование как положительного, так и отрицательного стереотипа является препятствием на пути продвижения целевой группы. , После обзора исследований, проведенных по этому вопросу, ряд национальных организаций, представляющие несколько академических дисциплин (Общество индийских психологов (1999 г.), Американская ассоциация консультантов (2001 г.), Американская психологическая ассоциация (2005 г.), Американская социологическая ассоциация (2007 г.) и Американская антропологическая ассоциация (2015 г.)), приняли резолюции с призывом прекратить использовать в спорте все талисманы и изображения коренных американцев. Исполнительный совет ведущей национальной организации ученых, занимающихся историей США, в апреле 2015 года одобрил следующую резолюцию: «Организация американских историков настоящим присоединяет свой голос к растущим требованиям организаций коренных американцев, наших родственных дисциплин и сознательных людей любого этнического происхождения, чтобы изменить название и логотип вашингтонских „Редскинз“».

### Сторонники смены названия из числа коренных американцев

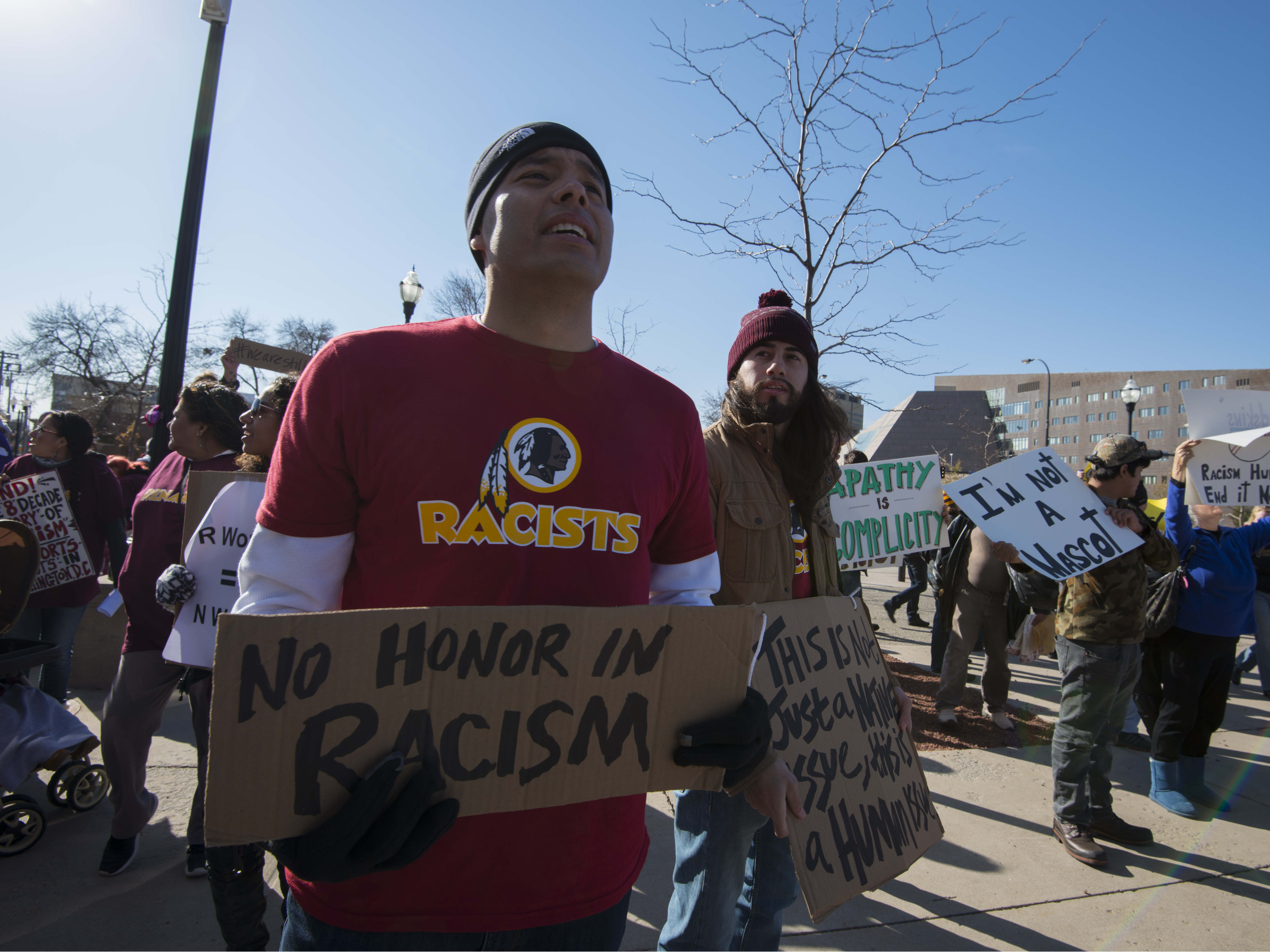
Протестующие против названия "Редскинз" (2014 г.).

В 1940-х годах Национальный конгресс американских индейцев (NCAI) создал кампанию по искоренению негативных стереотипов в отношении коренных американцев в средствах массовой информации. Со временем кампания стала сосредоточиваться на индийских именах и талисманах в спорте.. NCAI утверждает, что команды с талисманами, такими как «Брейвс» и «Редскинз» увековечивают негативные стереотипы в отношении коренных американцев и унижают их местные традиции и ритуалы.. В 2013 году NCAI выпустила новый отчет, в котором резюмируется противодействие индийским талисманам и названиям команд в целом, и «Вашингтон Редскинз» в частности. В деле о товарных знаках TTAB придавал большое значение противодействию NCAI, оценивая, что представлявшая около 30 % индейского населения на момент предоставления товарных знаков организация соответствовала их критериям для «существенной совокупности» коренных американцев, посчитавших для себя название пренебрежительным..
Многие племенные советы приняли резолюции или выступили с заявлениями относительно своего несогласия с названием Вашингтонских Краснокожих, в том числе племена чероки и команчей Оклахомы, Межплеменной совет Аризоны, Межплеменной совет пяти цивилизованных племен, индейская нация онейда (Нью-Йорк), племя сиу стоячих скал (Северная Дакота) и объединённые южные и восточные племена (USET). В апреле 2014 года Совет навахо проголосовал за заявление против названия вашингтонской команды, а также за другие пренебрежительные упоминания американских индейцев со стороны других профессиональных спортивных франшиз. К другим группам коренных американцев, выступающим за изменения, относятся: ассоциация адвокатов коренных американцев округа Колумбия , национальное собрание законодателей штатов коренных американцев, и общество государственных служащих американских индейцев.
Ниже представлен список отдельных индейцев, которые выступали против использования названия «Вашингтон Редскинз»:
- Писатель Шерман Алекси[113]
- Сооснователь Американского индейского движения Клайд Беллекорт[114]
- Бывший сенатор США от штата Колорадо Бен Найтхорс Кэмпбелл[115]
- Историк и писатель Вин Делория-мл[116]
- Директор Национального музея американских индейцев Кевин Говер[117]
- Писатель и обладательница президентской медали Свободы and recent Presidential Medal of Freedom recipient Сьюзан Шоун Харджо[118]
- Актёр/активист Рассел Минс[119]

### Религиозные и организации за гражданские права
На своей ежегодной конференции 2013 года Конференция лидеров по гражданским правам и правам человека (LCCHR), в которую входят NAACP и ACLU, в лице 85 присутствовавших представителей приняла единогласную резолюцию о том, что, признавая право бизнеса на пользование любым именем по своему выбору согласно первой поправке, другие не должны быть соучастниками использования уничижительного и оскорбительного имени; и призыв ко всем федеральным, государственным и местным органам власти «отменить любые льготные налоги, зонирование или политический режим, которые могут рассматриваться как поддерживающие франшизу, пока она сохраняет свое текущее название команды». Резолюция также одобрила «нынешних и бывших государственных чиновников, СМИ и другие организации, которые поощряли франшизу „Вашингтон Редскинз“ изменить название своей команды или которые отказались участвовать в продвижении нынешнего названия команды». В ответ команда выпустила краткое заявление, в котором повторила свою предыдущую позицию и процитировала двух коренных американцев и поклонников «Редскинз», которые не хотят изменения её названия. В 2014 году LCCHR также выпустила пресс-релиз, в котором приветствовала решение об отмене защиты товарных знаков для названия команды. NAACP выпустил собственный пресс-релиз в поддержку решения TTAB, в котором говорится: «С 1992 года NAACP специально призывал к изменению названия и будет продолжать поддерживать индейское сообщество до тех пор, пока уничижительное прозвище не будет изменено».
В 2015 году тесно связанная с НФЛ по вопросам гражданских прав некоммерческая организация Альянс Фрица Полларда объявила о своей поддержке смены названия «Редскинз» после неоднократных попыток обсудить этот вопрос с владельцем команды и её представителями. Поверенный альянса и профессор права Американского университета Н. Джереми Дуру после изучения полемики пришёл к выводу, что коренные американцы справедливо считают это название оскорбительным.
В 1992 году Центральная конференция американских раввинов выпустила резолюцию, призывающую прекратить использование названий спортивных команд, пропагандирующих расизм, в частности «Атланта Брэйвз» и «Вашингтон Редскинз». Антидиффамационная лига была одной из организаций, подписавших письмо к теле и радиовещателям, призывающее их избегать использования этого имени. Центр религиозных действий реформистского иудаизма также выступает за изменение названия.
В 2013 году группа из 61 религиозного лидера в Вашингтоне, округ Колумбия, направила письмо комиссару НФЛ Роджеру Гуделлу и владельцу команды Дэну Снайдеру, в котором заявляла об их моральном обязательстве присоединиться к движению «Смените талисман» из-за оскорбительного и неуместного характера имени, которое причиняет боль. предназначено ли это или нет.
В июне 2015 года Генеральный синод Объединенной церкви Христа принял резолюцию, призывающую прекратить использование изображений или талисманов, которые могут унизить общину коренных американцев.
В июне 2016 году связанная с квакерами Школа друзей Сидвелла внесла поправки в свой дресс-код, запретив носить одежду с именем или логотипом «Редскинз» как «оскорбительную и противоречащую ценностям сообщества». В августе 2017 года аналогичную практику приняла частная школа в округе Монтгомери, штат Мэриленд.
В 2018 году служащая из числа коренных американцев подала иск против Министерства энергетики США, утверждая, что агентство подвергало её расовой дискриминации, позволяя другим сотрудникам обсуждать футбольную команду «Вашингтон Редскинз» и демонстрировать её атрибутику на работе. Она также утверждала, что ведомство приняло против неё ответные меры после того, как она выразила обеспокоенность по поводу присутствия символов команды у неё на работе. Окружной суд Соединенных Штатов, округ Колумбия, отклонил иск о дискриминации на том основании, что уничижительный характер названия команды оспаривается и что закон не требует, чтобы работодатели занимали чью-либо сторону в этом споре. Кроме того, признавая, что имя команды оскорбляет сотрудника, обсуждение местной футбольной команды коллегами не эквивалентно использованию обидного термина в адрес отдельного человека. Однако суд не отклонил заявление о том, что агентство приняло ответные меры против сотрудника за то, что тот поднял этот вопрос.
В августе 2018 года в ответ на возможность возвращения команды в округ Колумбия на новый стадион коалиция из девяти организаций по защите гражданских прав выступила с заявлением о том, что такой шаг не следует предпринимать, «если команда не согласится отказаться от оскорбительного названия и талисмана».

### Протесты
Хотя часто считается, что споры вокруг «Вашингтон Редскинз» имеют молодое происхождение, местные газеты в Вашингтоне начиная с 1971 года неоднократно публиковали новости о наличии разногласий по этому вопросу в виде требований отдельных лиц и организаций об изменении названия. Национальные протесты начались в 1988 году после победы команды на Супербоуле XXII, побудив многих коренных американцев писать письма владельцу команды Джеку Кенту Куку; другие бойкотировали связанную с ней продукцию и протестовали, но Кук отверг возможность изменений. На Супербоуле XXVI 1992 года на матче между «Вашингтон Редскинз» и «Буффало Биллс» присутствовало около 2000 протестующих, одним из главных организаторов был Вернон Беллекорт из Движения американских индейцев (AIM).
С 2013 года время от времени случалось пикетирование стадионов во время гостевых игр «Редскинз», особенно в городах со значительной долей коренных американцев вроде Далласа, Денвера и Миннеаполиса. Последний протест был поддержан несколькими политиками штата Миннесота и было задокументировано фильмами «Уклонение от пуль — Истории выживших после исторической травмы» и «Больше, чем слово». Пикетирование возобновилось в сезоне 2014 года в аризонском Глендейле во время игры вашингтонцев с местными «Кардиналс», наиболее крупное выступление размером 3,5 — 5 тыс. человек случилось в Миннеаполисе. На акции протеста в Филадельфии в 2017 году коренные американцы отметили иронию того, что пока игроки НФЛ выступали с заявлением против расовой несправедливости и «преклоняли колено» для исполнения государственного гимна, одна из вышедших на поле команд продолжает использовать расистское название и логотип. Когда «Редскинз» 24 октября 2019 года сыграли в Миннесоте впервые с 2014 года, сотни коренных американцев во время игры протестовали против названия команды за пределами Ю-си Бэнк Стэдиум. 8 декабря 2019 года члены целевой группы по индейским талисманам и логотипам индейской образовательной ассоциации Висконсина провели акцию протеста на территории домашнего стадиона «Грин-Бей Пэкерс» Лэмбо Филд в Висконсине, во время игры был показан оплаченный онейдами видеоролик.
Владеющая правами на название стадионаа FedExField до 2026 года компания FedEx стала единственным корпоративным спонсором «Редскинз», официально подвергшимся бойкоту со стороны коренных американцев: народа осейджи, Фонда защиты прав коренных американцев (NARF), Центрального совета тлинкитов и племени хайда.
13 декабря 2017 года группа американских индейцев «Восходящие сердца» запустила кампанию в Твиттере и создала несколько пародийных веб-сайтов, включая и для «Редскинз», из-за которого возникла новость о решении команды изменить свое название для сезона 2018 года на «Вашингтон Редхоукс». Организаторы заявили, что их намерение состояло в стимулировании дебатов, которые в конечном итоге приведут к фактическому изменению названия.

## Реакция на критику
После прошедшего в феврале 2013 года в Смитсоновском национальном музее американских индейцев симпозиума «Расистские стереотипы и культурное присвоение в американском спорте» 10 членов конгресса направили письмо владельцу команды и комиссару НФЛ с просьбой изменить название, поскольку оно оскорбляет коренных американцев. В ответ Дэниел Снайдер сказал газете USA Today: «Мы никогда не изменим название … Это так просто. НИКОГДА — вы можете использовать заглавные буквы». Снайдер обратился к фанатам с открытым письмом, которое было опубликовано 9 октября 2013 года в газете The Washington Post; где он заявил, что наиболее важным значением имени является ассоциация болельщиков с воспоминаниями об их личной истории с командой. Снайдер также сказал, что название было выбрано в 1933 году в честь коренных американцев в целом, а также бывших коренными американцами тогдашнего тренера и четырёх игроков; и что в 1971 году тренер Джордж Аллен при разработке логотипа консультировался с индейским фондом Красного Облака в резервации Пайн-Ридж. Через два дня газета опубликовала письмо вышеуказанной организации, в котором говорилось, что «как организация, школа „Рэд клауд индиан“ никогда не поддерживала и не будет поддерживать использование названия „Редскинз“. Как и многие организации коренных американцев по всей стране, наши сотрудники и расширенное сообщество считают это название оскорбительным».
Реакция Снайдера и других сторонников и болельщиков отражала психологию отождествления со спортивными командами. Самоуважение связывается с игроками и командой со многими полезными, но также и с некоторыми печальными последствиями, включая отрицание или оправдание ненадлежащего поведения.
В июне 2013 года комиссар НФЛ Роджер Гуделл защитил название «Вашингтон Редскинз», сославшись на историю её происхождения, традиции и подтверждающие его популярность опросы. После объявления в феврале 2018 года комиссара MLB Роберта Манфреда о том, что Кливленд Индианс уберут свой талисман Вождя Ваху со стадиона и формы, Гуделл заявил, что имя и логотип вашингтонской команды останутся, в первую очередь сославшись на опрос общественного мнения «Washington Post».
На своем веб-сайте команда заявила, что ежегодный опрос НФЛ 2014 года продемонстрировал 71 % поддержки действующего названия, что «наряду с опросом, проведенным среди коренных американцев Институтом Анненберга, демонстрирует постоянное, широко распространенное и глубокое противодействие „Редскинз“ изменению нашего имени … Мы уважаем точку зрения небольшого числа людей, стремящихся изменить название, но важно признать, что очень немногие люди согласны с их доводами».
23 мая 2014 года Брюс Аллен направил письмо лидеру большинства в Сенате Гарри Риду, в котором повторяется позиция о создании названия команды коренными американцами для обозначения самих себя, разработке и одобрения логотипа лидерами коренных американцев и том, что подавляющее большинство коренных американцев и общественности не находят это название оскорбительным.
Консервативные колумнисты Джордж Уилл и Патрик Бьюкенен заявили о повышенной чувствительности противников нынешнего названия команды, в то время как Чарльз Краутхаммер провел параллель между эволюцией слов «негр» и «краснокожих» от общего употребления до снисходительного и оскорбительного. У. Джеймс Антл III, Рич Лоури и Деннис Прагер писали, что возмущение по поводу талисманов организовано белыми либералами и не является подлинным голосом коренных американцев.

### Поддержка названия «Редскинз» со стороны коренных индейцев
В 2013 году три лидера индейских племён Вирджинии заявили, что их не оскорбляет название «Редскинз», но их больше беспокоят другие проблемы, такие как отсутствие федерального признания какого-либо племени Вирджинии.. Вождь в отставке из племени патавомек из района Фредериксбурга Роберт «Два орла» Грин заявил в ток-шоу по радио, что будет оскорблен сменой названия команды. Вождь племени патавомек Джон Лайтнер сказал, что, хотя его не обижает нынешнее название, он поддержит её переименование в «Вашингтон Потомакс».
25 ноября 2013 года, в рамках месяца НФЛ «Salute to Service» и месяца индейского наследия, «Вашингтон Редскинз» встретились с четырьмя членами ассоциации говорящих по кодексу навахо (англ. Nacajo Code Takers Assiciation). Один из них, Рой Хоторн, заявил: «Я считаю, что это имя следует сохранить не только команде, но и американцам». Это действие подверглось критике со стороны также являвшейся навахо Аманды Блэкхорс, посчитавшей случившееся рекламным трюком. В апреле 2014 года совет народа навахо проголосовал за заявление против названия вашингтонской команды, а также за другие пренебрежительные упоминания американских индейцев со стороны других профессиональных спортивных компаний Позже в том же году члены племен навахо и зуни, а также ученики средней школы Рэд Месса Редскинз посетили игру «Редскинз» и "Кэрдиналс"s в качестве гостей вашингтонской команды.
В 2014 году Redskins выпустили на YouTube двухминутное видео под названием «Редскинз- могущественное имя», в котором несколько коренных американцев выражают свою поддержку команде. Из четырнадцати человек пятеро являются членами племени чиппева кри в индейской резервации Роки Бой в Монтане и связаны с клубом «Тим Редскинз Родео». Двое из них — Майк Ветцель и Дон Ветцель-младший (Блэкфит) являются потомками дизайнера логотипов, шесть других — членами разных племен, которые являются фанатами команды и не находят ничего плохого в названии. Один из людей на видео — Марк Ван Вульф, который, как сообщается, имеет афроамериканское и японское происхождение.

### Позиция политиков
В июле 2020 года Наблюдательный совет округа Лаудон в штате Вирджиния, где находится штаб-квартира «Редскинз», отправил их владельцу письмо с призывом к изменениям.
В середине 2010-х годов большинство сторонников смены названия были демократами, хотя не было никаких указаний на то, что проблема имеет какое-либо реальное значение для выборов из-за того, что коренные американцы составляют небольшой процент электората и вряд ли повлиять на исход любых выборов (только в штатах Аляска, Аризона, Вайоминг, Монтана, Нью-Мексико, Северная Дакота, Оклахома и Южная Дакота коренных американцы составляют более 2 % населения). Однако проведенные в этот период опросы показали определённую политическую разницу во мнениях широкой общественности: против изменения названия выступили только 58 % демократов и 89 % республиканцев. Заявления политических деятелей, как правило, были выражением личного мнения, а не рекомендациями к действиям правительства. Также были необязательные резолюции, поддерживающие изменение имени, предложенные в Нью-Джерси и принятые в Миннеаполисе и штатах Нью-Йорк и Калифорния.
В ноябре 2015 года президент Барак Обама, выступая на конференции племенных наций в Белом доме, заявил, что «названия и талисманы спортивных команд, таких как „Вашингтон Редскинз“, увековечивают негативные стереотипы коренных американцев», и похвалил Adidas за новую инициативу, направленную на помощь школам в изменении имен и талисманов путем разработки новых логотипов и оплаты части стоимости новой формы. 22 мая 2014 года пятьдесят сенаторов США (сорок восемь демократов и два независимых) направили письмо комиссару НФЛ Гуделлу с просьбой к лиге со ссылкой на дело бывшего владельца баскетбольного клуба «Лос-Анджелес Клипперс» Дональда Стерлинга «послать такой же четкий сигнал, как и НБА: что расизму и фанатизму нет места в профессиональном спорте». Пятеро сенаторов-демократов отказались подписать письмо, а республиканцам его подписывать и не предлагали. Во время своей кампании 2016 года будущий президент Дональд Трамп защищал тогдашнее название команды из Вашингтона.

#### Вашингтонская агломерация
Начиная с 1990-х годов Большая часть местных политических дискуссий была посвящена местоположению стадиона команды, которое в итоге стал FedExField в Мэриленде. Мэры Вашингтона утверждали, что возвращение в округ Колумбия зависело от изменения названия, отчего команда отказывалась. В течение многих лет после ухода «Балтимор Колтс» «Редскинз» были единственной командой НФЛ на обширной территории от Мэриленда до южных штатов. Ситуация постепенно меняется по мере того, как фанаты НФЛ из Мэриленда начинают болеть за «Балтимор Рэйвенс». Поклонники из Вирджинии были более многочисленными и преданными среди болельщиков «Редскинз», а правительство штата и местные органы власти использовали экономические стимулы для поощрения команды к перемещению сюда своих объектов, позиционируя вопрос название команды как полностью бизнес-решение, которое команда должна принять самостоятельно. Несколько мэрилендских политиков заявляли о необходимости поменять название команды, но губернатор Ларри Хоган выступал против любых изменений, также ссылаясь на желание сохранить стадион в Мэриленде.

### Смена названия как бизнес-решение
Вдобавок к выступившим в 2020 году за смену названия команды нескольким ключевым спонсорам, крупные ритейлеры Amazon, Nike, Target и Walmart убрали мерчендайз «Редскинз» из своих магазинов и интернет-сайтов.
В редакционной статье газеты «New York Times» в 2014 году два профессора бизнес-школы Гойзуэта Университета Эмори подвели итоги своего исследования, согласно которому смена названия и маскотов для команд колледжей имеет долгосрочную финансовую выгоду. Хотя яростные противники перемен часто угрожали лишением поддержки, этого так и не произошло. Профессиональные команды по этой причине ещё не меняли свои названия, хотя сравнение команд НФЛ показывает, что наибольшая негативная тенденция в капитале бренда затрагивает «Вашингтон Редскинз» и «Канзас-Сити Чифс», что ставит под сомнение бизнес-логику сохранения имен или логотипов, оскорбительных даже лишь для меньшинства коренных американцев.

### Судьба школ и команд с названием «Редскинз»
Количество использующих имя «Редскинз» средних школ неуклонно сокращается, 40 % из них предпринимали попытки изменить название на местном уровне. С 1988 года по апрель 2013 года это сделали 28 средних школ в 18 штатах . К декабрю 2017 года количество высших школ с названием «Редскинз» сократилось с 62 до 49, включая четыре школы, пострадавших от принятого в 2015 году калифорнийского закона. С 2017 года три дополнительные школы в Дриггсе, штат Айдахо, По-По в Мичигане и огайском Андерсоне также отказались от этого названия.
Ещё несколько десятилетий назад команды колледжей добровольно начали менять свои названияд, в том числе: команда университета Юты в 1972 году стала «Юта Ютес»; команда университета Майами в 1997 году стала «Майами РедХоукс»; через год команда Южного Назаретского университета стала именоваться «Кримсон Шторм».

## Опросы общественного мнения
Несмотря на некоторые различия, общенациональные опросы общественного мнения неизменно указывают на то, что большинство населения в целом не поддерживает изменение имени: 79 % (апрель 2013 года), 60 %(июнь 2014 года), и 71 % (сентябрь 2014 года).
 В трех опросах, хотя они поддержали сохранение названия команды, 59 %, 56 %, и 53 % фанатов округа Колумбия, Мэриленда и Вирджинии также заявили, что слово «красная кожа» в отдельных случаях является оскорбительным. Национальный опрос в сентябре 2014 года показал: 68 % считали, что название не выказывает неуважения к коренным американцам, 19 % решили, что оно демонстрирует «некоторое» неуважение, 9 % назвали его «достаточно» неуважительным.
В мае 2016 года газета The Washington Post опубликовала опрос самоидентифицированных коренных американцев, согласно которому 90 % из 504 респондентов «не обеспокоены» названием команды. Исполнительный директор NCAI Жаклин Пата заявила: «Опрос не признает психологического воздействия, которое эти расистские имена и образы оказывают на американских индейцев и коренных жителей Аляски. В нём не проявляется уважение к тому, кем мы являемся как коренные люди. Этот опрос все ещё не дает правильного ответа». Ассоциация журналистов коренных американцев опубликовала заявление, в котором назвал публикацию опроса и сообщение о его значении не только неточным и вводящим в заблуждение, но и неэтичным: «Репортеры и редакторы, стоящие за этой историей, должны были знать, что она будет использоваться в качестве оправдания для дальнейшего использования этих вредоносных расистских талисманов. Они были либо умышленно злонамеренными, либо опасно наивными в процессе и репортажах, использованных в этой статье, и ни то, ни другое не является приемлемо для любого журналистского учреждения». Редакционная коллегия «The Washington Post» продолжала поддерживать изменение названия, ссылаясь на оппозицию таким талисманам индейских племен, что привело к продолжению ухода названия «Редскинз» на пенсию в ряде средних школах.
В 2014 году Центром исследований коренных народов Университет штата Калифорния в Сан-Бернардино был использован альтернативный стандартным опросам общественного мнения метод опроса, в ходе которого участвовали 400 человек, 98 из которых были идентифицированы как коренные американцы. Опрашивавшие подтвердили статус коренных американцев у респондентов, утверждающих, что они принадлежат к коренным народам. Большинство респондентов из числа коренных американцев были собраны в пау-вау, форме не вероятностной удобной выборки. 67 % опрошенных коренных американцев (66 человек) согласились с утверждением, что слово «краснокожие» является расовым или расистским. Ответ от не коренных американцев был почти противоположным: 68 % ответили, что название не является оскорбительным.
В проведенном Калифорнийским университетом в Беркли опросе 2019 года 38 % самоидентифицированных коренных американцев заявили, что их не беспокоит имя «Вашингтон Редскинз», в то время как 49 % считают его оскорбительным. Однако среди участников исследования, которые были глубоко вовлечены в свою родную или племенную культуру, 67 % заявили, что они обиделись, среди молодых людей это число составило 60 %, а для имевших племенную принадлежность — 52 %. В этом опросе приняли участие 1021 индеец, что в два раза больше, чем в предыдущих опросах.

## Комментарии
1. ↑  Originally a translation of 18th-century Mississippi Valley French Peau Rouge, Native American person (peau, skin + rouge, red), a translation of non-deprecatory Native American self-designations such as Fox meeshkwinameshkaata, literally, "one having red skin" : meshkw-, red + -i-nameshk-, skin + -aa-, to have + -ta, participle suffix (used in opposition to designations of persons of European origin as waapeshkinameshkaata, "one having white skin" : waapeshk-, white + -i-nameshk-, skin + -aa-, to have + -ta, participle suffix).
2. ↑  В 2016 году федеральное признание было предоставлено племени памунки.